# FGIN-127
Lo FGIN-1-27 è un farmaco ansiolitico che agisce come agonista selettivo del recettore periferico delle benzodiazepine, anche nota come proteina translocatrice mitocondriale da 18 kDa (proteina TSPO). 
Si ritiene che l'azione ansiolitica sia prodotta per stimolazione della steroidogenesi di steroidi neuroattivi come l'allopregnanolone.